# Nandura
Nandura es una ciudad y  municipio situada en el distrito de Buldana en el estado de Maharashtra (India). Su población es de 44419 habitantes (2011). 

## Demografía
Según el censo de 2011 la población de Nandura era de 44419 habitantes, de los cuales 22848 eran hombres y 21571 eran mujeres. Nandura tiene una tasa media de alfabetización del 90,27%, superior a la media estatal del 82,34%. 